# Indyk pawi
Indyk pawi (Meleagris ocellata) – gatunek dużego ptaka z rodziny kurowatych (Phasianidae), jeden z dwóch gatunków indyka występujący dziko jedynie na półwyspie Jukatan – w Meksyku, Gwatemali i Belize. Nie wyróżnia się podgatunków.

## Morfologia

### Wygląd
- Pióra pokrywające ciało w różnych odcieniach brązu i opalizującej zieleni. Pióra ogona są szare z opalizującą, niebiesko-brązową końcówką (pawie oko), co upodabnia ptaka do pawia.
- Głowa niebieska, z czerwonymi i pomarańczowymi koralami.
- Nogi czerwone, dłuższe i cieńsze niż u indyków z Ameryki Północnej.

### Wymiary
- Długość: 70–122 cm
- Masa ciała samca ok. 5 kg, samicy ok. 3 kg

## Rozród
Samica składa od 8 do 15 jaj, które wysiaduje 28 dni. Młode opuszczają gniazdo po jednej nocy (zagniazdowniki).

## Zachowanie
Indyki pawie przebywają zazwyczaj na ziemi. W przypadku zagrożenia zazwyczaj uciekają na nogach, chociaż potrafią również latać na krótkich dystansach. Samce rozpoczynają swój śpiew 20–25 minut przed wschodem słońca.

## Kultura
- Indyk pawi jest obiektem zorganizowanych polowań oraz kłusownictwa.
- Ptak ten został przedstawiony na znaczkach pocztowych emitowanych w Belize i Gwatemali.
- Indyk pawi jest rzadko hodowany przez miłośników drobiu.

## Status
Międzynarodowa Unia Ochrony Przyrody (IUCN) uznaje indyka pawiego za gatunek bliski zagrożenia (NT – near threatened). Trend liczebności populacji jest spadkowy. Do głównych zagrożeń dla gatunku należą polowania oraz utrata i degradacja siedlisk.

## Galeria zdjęć

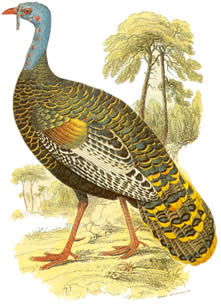
Dziewiętnastowieczny obraz przedstawiający samca
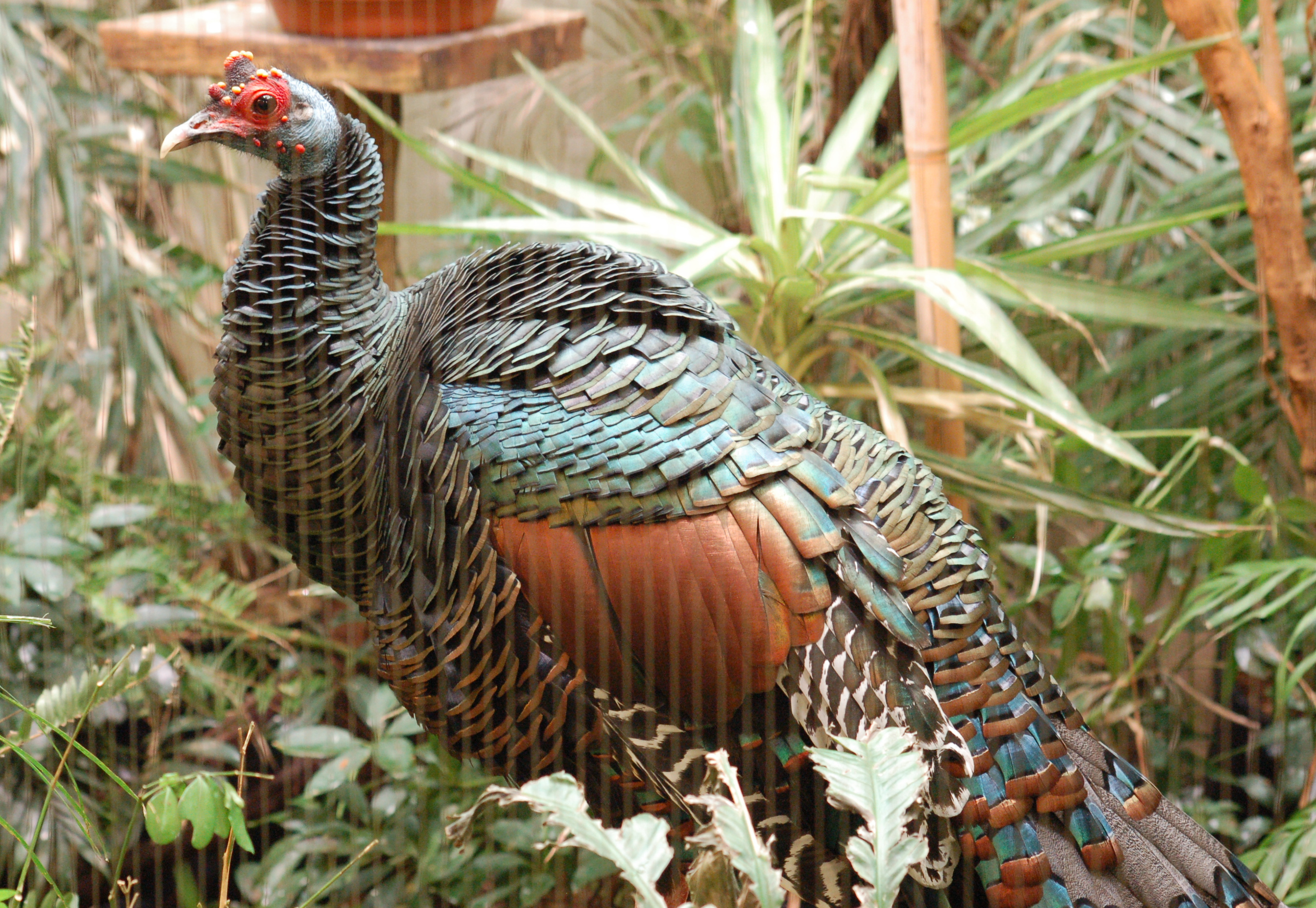
Meleagris ocellata w National Aviary
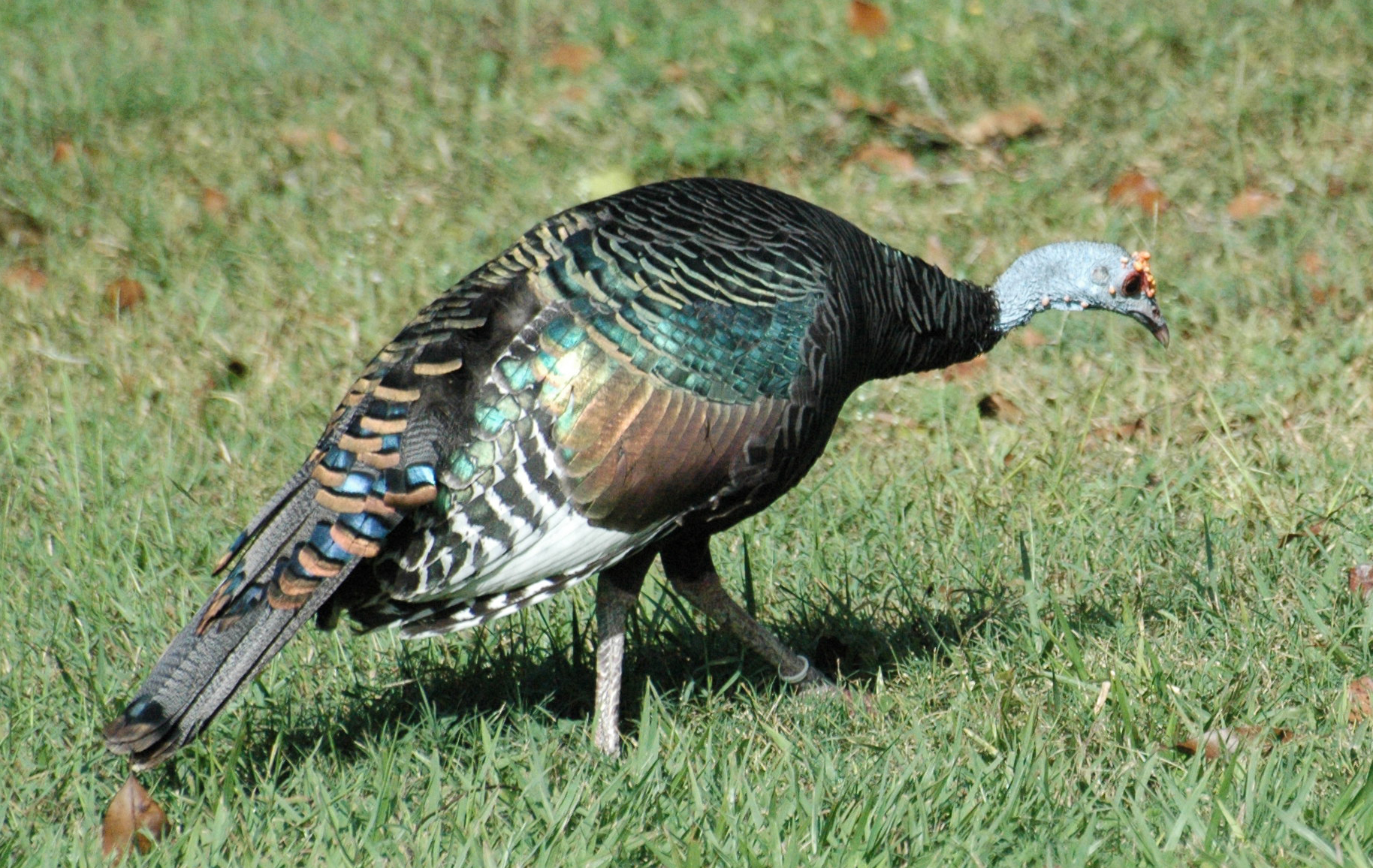
Meleagris ocellata w Tikál